# ЛМПС
Футбольний клуб «Лесото Маунтед Поліс Сервайс» або скорочено «ЛМПС» (англ. Lesotho Mounted Police Service Football Club) — футбольний клуб з міста Масеру. 

## Історія
Футбольний клуб «Поліція» (таку назву носила тоді команда) був заснований в 1970 році в місті Масеру як футбольна команда кінної поліції Лесото. В 1972 році клуб вперше та востаннє на сьогодні завоював золоті медалі національного чемпіонату. Цей успіх дозволив ФК «Поліція» в 1973 році дебютувати у першому раунді Кубку африканських чемпіонів, але команда так і не змогла подолати представника Мадагаскару «Фортіор Махаянга».
В середині 90-их років через плутанину з іншою столичною поліцейською командою ФК «СОЛ» команда змінила свою назву на нинішню.

## Досягнення
- Прем'єр-ліга
  -  Чемпіон (1): 1972
  -  Бронзовий призер (2): 2004/05, 2009/10

- Кубок Лесото
  -  Володар (2): 2008, 2009

## Статистика виступів на континентальних турнірах
| Сезон | Турнір                       | Раунд | Клуб             | Вдома | На виїзді | Загалом |
| ----- | ---------------------------- | ----- | ---------------- | ----- | --------- | ------- |
| 1973  | Кубку африканських чемпіонів | 1     | Фортіор Махаянга | 2-1   | 1-5       | 3-6     |